# Paramahansa Yogananda
Paramahansa Yogananda (5 de janeiro de 1893 - 7 de março de 1952) foi um iogue,  guru, professor e escritor indiano. É considerado um dos maiores emissários da antiga filosofia da Índia para o Ocidente. Através da Self-Realization Fellowship (SRF), a organização que fundou ao chegar aos Estados Unidos, foi pioneiro ao promover a prática da meditação por meio das lições que os estudantes recebem em casa, pelo correio, para cumprir a sua missão mundial de difundir as técnicas de Kriya Yoga. Paramahansa Yogananda teve sua singular história de vida imortalizada em seu best-seller Autobiografia de um Iogue.

## Biografia

### Infância, juventude e busca espiritual

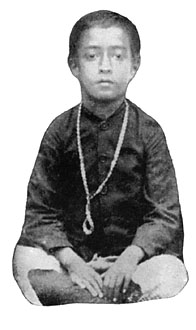
Yogananda aos seis anos

Conforme contado por seu irmão, Sananda Lal Ghosh, Paramahansa Yogananda nasceu com o nome Mukunda Lal Ghosh no dia 5 de Janeiro de 1893, na cidade de Gorakhpur, na Índia, numa devota e abastada família Bengali. Desde os primeiros anos, sua consciência e experiências espirituais já eram reconhecidas por todos ao seu redor como muito além das comuns, passando por lembranças de suas vidas passadas, brincadeiras em que voluntariamente suspendia a vida do seu corpo deixando todos alarmados, e tentativas de fugas ao Himalaia interrompidas por seus familiares.
A morte da mãe, a quem amava intensamente, foi comunicada a ele por uma aparição mística, e intensificou sua busca pessoal por Deus. Ansiando encontrar um mestre iluminado para guiá-lo em sua busca espiritual, durante a juventude Yogananda procurou a presença de muitos sábios e santos da Índia, que sempre lhe diziam para aguardar o momento certo, quando seu guru, apontado por Deus, surgiria.
Em 1910, com a idade de 17 anos, finalmente sua busca pelo mestre cessou diante do encontro com Swami Sri Yukteswar. Segundo suas próprias narrativas, foi no eremitério de Sri Yukteswar que passou a melhor parte do 10 anos seguintes, recebendo disciplina rígida, porém amorosa, enquanto adquiria sobejas experiências da realidade do espírito.
Após formar-se na Universidade de Calcutá em 1915, ele fez os votos formais e entrou na ordem monástica dos Swamis, ocasião em que recebeu o nome Yogananda (uma junção dos termos yoga, "união", e ananda, "bem-aventurança", significando, portanto, "bem-aventurança através da união divina").

### Predestinado a uma Missão Mundial
Além do que é relatado na Autobiografia, de acordo com diversos livros de amigos e familiares, várias ocorrências invulgares desde o nascimento de Yogananda, já anunciavam que, a ele, era destinada uma missão mundial. A sua trajetória estava intimamente entrelaçada com as de três seres, cuja sabedoria e singularidade, Yogananda viria exaltar ao mundo: Mahavatar Babaji, intitulado o "Cristo Iogue da Índia Moderna" e guru de Lahiri Mahasaya. Lahiri, guru de seus pais e de Swami Sri Yukteswar. E seu próprio mestre, Sri Yukteswar, que o preparou a pedido de Babaji para difundir a Kriya no Ocidente.

### Prenúncios de Lahiri Mahasaya
Quando era um bebê, sua mãe levou-o numa visita a Lahiri Mahasaya. Apesar de oculta entre a multidão de discípulos, o guru a chamou e fez a profecia:
| “ | Mãezinha, seu filho será um iogue. Semelhante a um motor espiritual, ele conduzirá muitas almas ao reino de Deus. | ” |

(Yogananda conta, na Autobiografia de um Iogue, que, aos 8 anos, foi curado do cólera pelo auxílio invisível de Lahiri Mahasaya.)
Por volta de 13 anos de idade, certo dia desobedeceu às instruções paternas de ir da escola direto para casa e rumou com o irmão mais novo para a "boca do rio", perto do porto. No caminho, distraíram-se em traquinagens infantis colhendo frutas, e já estava anoitecendo, quando alguém o chamou pelo nome de "Mukunda" (Yogananda).
Os dois garotos aproximaram-se do desconhecido notando a estranheza de uma luz que se desprendia dele. Yogananda, num gesto de respeito inclinou-se tocando os pés do homem, que o abraçou e beijou na cabeça dizendo:
| “ | Mukunda, é desejo de Deus que hoje eu venha a ti. Lembra o que te digo. Vieste à terra como representante de Deus para cumprir seus desejos. Teu corpo é Seu templo, santificado pela oração e a meditação. Não corras atrás dos prazeres ou satisfações materiais. Tu mostrarás o caminho que conduz à felicidade verdadeira, e mediante teus conhecimentos espirituais libertarás aos que estão sofrendo, sumidos na ignorância. Nunca esqueças que és um com Maha Purusha, a quem somente alcançam aqueles que são supremamente realizados na meditação. Teu corpo, tua mente e tua vida jamais deverão desviar-se de pensar em Deus, nem sequer por um momento. As bênçãos do Pai Infinito estão sobre ti. Tua fé Nele deve ser absoluta. Ele te protegerá de todos os perigos. Somente Ele é eterno neste mundo, tudo o mais é efêmero e incerto. Um dia, teus ideais ióguicos inspirarão toda a humanidade. Mukunda, continua avançando! | ” |

Ao chegarem em casa, Yogananda conduziu o irmão até a foto de Lahiri Mahasaya, mostrando que misterioso santo que lhes aparecera, era o guru de seus pais, falecido há 11 anos.

### Prenúncios de Sri Yukteswar sobre a Self-Realization Fellowship
No capítulo 12 da Autobiografia, Yogananda relata um episódio profético, quando Sri Yukteswar estava interpretando as escrituras e interrompeu-se para chamar sua atenção, advertindo-o que seus pensamentos deveriam concentrar-se integralmente nas explicações. Diante da réplica de Yogananda afirmando estar atento, seu guru respondeu:
| “ | Sua objeção me obriga a declarar que, nas profundezas de sua mente, você criava três instituições. Uma era um retiro em meio aos bosques de uma planície, outra no cimo de um monte, e a terceira junto ao oceano. | ” |

| “ | Aqueles pensamentos vagamente formulados haviam se apresentado, de fato, quase subconscientemente. Olhei-o com ar de desculpa. | ” |

| “ | Seus sonhos arquiteturais se materializarão mais tarde. Agora é tempo de estudarǃ | ” |

| “ | Assim, incidentalmente, em seu estilo simples, meu Mestre revelou conhecer o advento de três importantes acontecimentos em minha vida. Desde o alvorecer de minha juventude, eu tivera vislumbres enigmáticos de três edifícios, cada um em paisagem diferente. Na sequência exata em que Sri Yukteswar os mencionou, estas visões acabaram por se concretizar. Em primeiro lugar, veio a fundação de minha escola de ioga para meninos numa planície em Ranchi; depois, a sede americana no cimo de um monte em Los Angeles; e afinal, o retiro de Encinitas, na Califórnia, defronte ao vasto Pacífico. | ” |

### Assumindo compromisso com organizações
Um dia, Sri Yukteswar questionou por que Yogananda se opunha à ideia de organizações. (Yogananda argumentava que elas se assemelhavam a "caixas de marimbondos"). Sri Yukteswar replicou:
| “ | Poderia você, ou alguém, atingir a comunhão com Deus através da ioga, se uma linhagem de mestres de coração generoso não tivesse condescendido em transmitir seu conhecimento aos outros? Deus é o Mel, as organizações são as colmeias; ambos são necessários. Qualquer forma é inútil, naturalmente, sem o espírito, mas por que você não dá início a colmeias operosas, repletas de néctar espiritual? | ” |

Foi a partir desse diálogo que Yogananda decidiu que compartilharia com quantos fosse possível, as "verdades libertárias" que aprendera junto ao seu guru, iniciando, em seguida, a fundação de uma escola na Índia e a Self-Realization Fellowship nos Estados Unidos.

### Prenúncios de Babaji
Sri Yukteswar conta sobre seu primeiro encontro com Babaji, ocasião em que este lhe revelou a missão de Yogananda:
| “ | Percebi que você está tão interessado no Ocidente quanto no Oriente. Senti as angústias de seu coração, amplo bastante para pulsar por todos os homens. Foi por isso que o chamei aqui. | ” |

| “ | Oriente e Ocidente devem marchar por uma mesma estrada de atividade e espiritualidade combinadas. A Índia tem muito a aprender do Ocidente quanto ao desenvolvimento material; em troca, a Índia pode ensinar os métodos universais que possibilitarão ao Ocidente basear suas crenças religiosas nos alicerces inabaláveis da ciência da ioga. | ” |

| “ | Você, Swamiji, tem um papel a desempenhar no intercâmbio harmonioso que se efetuará entre o Oriente e o Ocidente. Daqui a alguns anos, vou lhe enviar um discípulo que você treinará para a disseminação da ioga no Ocidente. As vibrações de muitas almas, sedentas de espiritualidade, chegam de lá até mim, como um dilúvio. Percebo santos potenciais na América e na Europa, esperando ser despertados. | ” |

| “ | Neste ponto de sua história, Sri Yukteswar mergulhou seu olhar inteiramente no meu. "Meu filho" - disse ele, sorrindo sob o resplandecente luar - "é você o discípulo que, há anos, Babaji prometeu me enviar." | ” |

Pouco antes de partir para a América, Yogananda relata seu próprio encontro com Babaji, quando sentia muita apreensão diante da súbita mudança:
| “ | Naquele momento, ouvi uma batida na porta de minha casa de Gurpar Road. Atendendo ao chamado, vi um jovem vestido com o traje escasso do homem de renúncia. Ele entrou. | ” |

| “ | Deve ser Babaji!" - pensei, ofuscado, porque o homem diante de mim tinha o aspecto de um jovem Lahiri Mahasaya. Ele respondeu ao meu pensamento: | ” |

| “ | Sim, sou Babaji. Nosso Pai Celestial ouviu sua prece. Ele me ordena que lhe diga: "Obedeça a seu guru e vá à América. Nada receie: será protegido. | ” |

| “ | Eu o escolhi para difundir a mensagem de Kriya Yoga no Ocidente. Há tempos encontrei seu guru Yukteswar numa Khumba Mela e lhe disse que enviaria um discípulo ao seu ashram para receber treinamento com esse fim. Kriya Yoga, a técnica científica para alcançar consciência de Deus, terminará por difundir-se em todas as terras e ajudará a harmonizar as nações através da percepção pessoal e transcendente que, do Pai Infinito, o homem alcançará. | ” |

## Concretizando a Missão Mundial

### A Escola de Ranchi
Yogananda começou a missão de sua vida com a fundação, em 1917, de uma escola da "Arte do Viver" (Yogoda Satsanga Brahmacharya Vidyalaya, em Ranchi) para meninos, na qual os modernos métodos educacionais eram combinados com treinamento em ioga e nos ideais espirituais, além de manter um serviço médico ao ar livre de ajuda medicinal e cirúrgica para atendimento a pobres de todas as regiões. Em uma visita à escola em 1925, Mahatma Gandhi escreveu, no livro destinado aos visitantes: "Essa instituição deixou uma profunda impressão em minha mente".

### Ida para os Estados Unidos
Em 1920, foi convidado para participar como representante da Índia em um Congresso de líderes religiosos que aconteceu em Boston. Inseguro porque não falava bem o inglês, Yogananda perguntou a Sri Yukteswar se deveria ir.
| “ | Todas as portas estão abertas para você. É agora ou nunca! | ” |

Chegando à América, seu discurso com o tema "A Ciência da Religião", foi recebido com tanto entusiasmo que ele foi convidado a dar uma série de outras palestras em diversas cidades americanas.

### Fundando aSelf-Realization
Ainda em 1920, Yogananda fundou sua organização, que chamou de Self-Realization Fellowship (SRF) (Associação da Autorrealização), destinada a representá-lo e a disseminar seus ensinamentos e a filosofia do ioga para o mundo. Atraiu, em torno de si, discípulos que dedicaram-se ao monastério da SRF e desempenharam importante papel no auxílio de seus ideais de difusão de Kriya Yoga. Muitos desses primeiros discípulos permaneceram até o fim de suas vidas na Self-Realization Fellowship e alguns ainda são vivos e atuantes no Conselho da organização.

### Difusão dos ensinamentos
Pelos próximos anos, Yogananda viajou extensivamente e fez inúmeras palestras para auditórios superlotados. O Los Angeles Times registrou:
| “ | O Philharmonic Auditorium apresentou uma lotação espetacular com milhares de pessoas, muitos ficaram de fora sem conseguir entrada já uma hora antes do início da palestra, com os 3 mil lugares do teatro cheios até o limite de sua capacidade. | ” |

Em 1924, embarcou em uma viagem transcontinental que o levou até o Alasca, para divulgar sua mensagem e, ao retornar, estabeleceu a sede central da Self-Realization Fellowship em Los Angeles, que se tornou o centro espiritual e administrativo de seu trabalho até os dias de hoje.

### Reconhecimento pelos famosos
Entre os seguidores de Paramahansa Yogananda, figuravam muitos nomes importantes no campo da ciência, negócios e artes, incluindo o cientista Luther Burbank, a cantora lírica Amelita Galli-Curci, George Eastman (o inventor da câmera Kodak), o ganhador do Prémio Nobel Thomas Mann, a atriz Greta Garbo e o maestro Leopold Stokowski. Posteriormente à sua morte, seus ensinamentos atraíram famosos como Elvis Presley, George Harrison, Steve Jobs, o ator Dennis Weaver, o PhD em filosofia e matemática, Bob Moses, e outros. Em 1927, Yogananda também foi oficialmente recebido na Casa Branca pelo Presidente Calvin Coolidge, que havia se interessado por suas atividades narradas pela maioria dos jornais americanos.

### Visita à Índia (1935-1936)
Em 1935, Yogananda partiu em uma viagem de dezoito meses pela Europa, Palestina e Índia. Ocasião em que encontrou-se com diversas personalidades reconhecidas e relatadas em sua Autobiografia.
Nesse mesmo ano, seu guru Sri Yukteswar lhe conferiu o mais elevado título espiritual da índia: Paramahansa (Supremo Cisne), que significa "aquele que manifesta o estado maior de comunhão ininterrupta com Deus". E, em 1936, enquanto Yogananda percorria outras cidades, Sri Yukteswar entrou em mahasamadhi (a saída consciente final do corpo realizada por certos mestres) em Puri.
Durante essa viagem, Yogananda também visitou discípulos de Lahiri Mahasaya, sua esposa e familiares, levantando dados para escrever sobre a vida dele, o que, alguns anos depois, o tornaria largamente conhecido no mundo, cumprindo mais uma profecia citada por por Lahiri antes ainda do nascimento de Yogananda:
| “ | Aproximadamente cinquenta anos após a minha morte, escrever-se-á um relato de minha vida, em virtude do grande interesse que, pela Ioga, há de nascer no Ocidente. A mensagem da Ioga circundará o globo. Ajudará a estabelecer a fraternidade e a unidade dos homens, com base na percepção direta que terão do Pai único. | ” |

A morte de Lahiri ocorreu em 1895. Em 1945, exatamente 50 anos depois, Yogananda lhe rendia destacada homenagem no livro Autobiografia de um Iogue.

### Um balanço da Missão Mundial

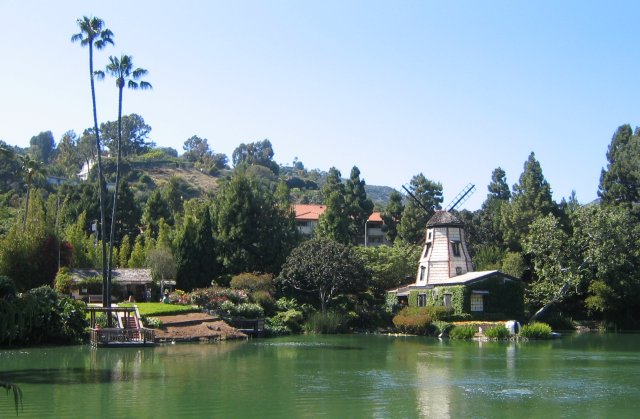
Capela do Moinho, no Santuário, do Lago no ashram da SRF em Pacific Palisades, em Los Angeles.

Em 1923, três anos depois de chegar aos Estados Unidos, Paramahansa Yogananda publicou um livro chamado Praecepta, sobre o sistema psicofísico denominado Yogoda que ele descobriu e passou a ensinar aos seus discípulos, tanto nos Estados Unidos como na Índia. Ele afirmava que eram essas as técnicas mais elevadas de concentração para se alcançar a perfeição física pelo poder da vontade. Ao regressar de sua viagem à India, Paramahansa Yogananda solidificou os alicerces para seu trabalho humanitário e espiritual na Self-Realization Fellowship, e concluiu uma abrangente série de Lições para serem estudadas em casa, com a técnica de Kriya Yoga. Retirou-se gradualmente das atividades públicas para escrever os livros que iriam preservar seus ensinamentos para as gerações futuras. Em 1946, lançou sua Autobiografia de um Iogue com expressivo sucesso e, em 1951, publicou uma edição atualizada com novas narrativas, incluindo um detalhado relato sobre a Self-Realization Fellowship.

## Mahasamadhi - A Saída Final Consciente do Corpo realizada por um Iogue
Conforme relatado por vários de seus discípulos, em diversas ocasiões pouco antes da sua morte, Yogananda deu uma série de indicações de que havia chegado a hora de deixar o mundo, mas nenhum deles compreendeu na época. E nos dias que antecederam sua partida, realizou uma detalhada agenda de visitas, cartas, contatos e instruções pessoais, numa clara alusão de despedida, como se verificou depois.
Em 7 de março de 1952, Yogananda participou de um jantar homenageando a visita do embaixador indiano nos Estados Unidos Binay Ranjan Sen e de sua esposa no Biltmore Hotel, em Los Angeles. Duzentos e quarenta convidados estavam presentes, incluindo-se 35 estudantes da SRF, vindos de Los Angeles e cidades vizinhas. Após a conclusão do banquete, Yogananda falou a respeito da Self-Realization Fellowship e sua influência sobre a paz e a boa vontade entre as nações, sobre as contribuições da Índia e da América para a solidariedade mundial e o progresso humano, expressando sua esperança de um "Mundo Unido", "um lar espiritual de Deus". Concluiu seu discurso com a estrofe final de seu poema "Minha Índia":
| “ | Onde o Ganges, os bosques, as grutas do Himalaia e os homens sonham com Deus; Eu sou abençoado, meu corpo tocou este solo. | ” |

e caiu ao chão com um sorriso no rosto.

### Incorruptibilidade corporal
Na revista Time Magazine, em 4 de Agosto de 1952, foi publicado o depoimento de Harry T. Rewe, diretor do Cemitério Forest Lawn de Los Angeles, que descreveu, em uma carta enviada à SRF, sua experiência inusitada com a incorruptibilidade do corpo de Yogananda, conforme trecho abaixo:
| “ | A ausência de quaisquer sinais visíveis de decomposição no cadáver de Paramahansa Yogananda constitui o mais extraordinário caso de nossa experiência. Nenhuma desintegração física era visível no corpo, mesmo vinte dias após a morte. Nenhum indício de bolor revelava-se em sua pele e nenhum dessecamento (secagem) ocorreu nos tecidos orgânicos. Tal estado de preservação perfeita de um corpo, até onde vão nossos conhecimentos dos anais mortuários, é algo sem paralelo. Nenhum odor de decomposição emanou de seu corpo em qualquer tempo. A aparência física de Yogananda em 27 de março, pouco antes de colocar-se a tampa de bronze no ataúde, era a mesma de 7 de março. Ele parecia, em 27 de março, tão cheio de frescor e intocado pela corrupção, como na noite de sua morte. | ” |

## Ensinamentos e Kriya Yoga
Yogananda ensinou a unidade das religiões e a reverência por todos os seres elevados que estiveram na Terra para resgatar a essência da divindade no homem. Ele declarava a necessidade da experiência direta da verdade em oposição à fé cega:
| “ | A verdadeira base da religião não é a fé, mas a experiência intuitiva. A intuição é a força da alma no conhecimento de Deus. Para conhecer profundamente a religião, é necessário conhecer Deus. | ” |

Em ressonância ao tradicional ensinamento hindu, argumentava que todo o universo é um filme cósmico de Deus, e que os indivíduos são meros atores do drama divino, a desempenhar papéis que mudam através das reencarnações. Que o profundo sofrimento da humanidade está enraizado na identificação estreita com a representação dos papéis, e o sofrimento cessa pela identificação com o diretor do filme, ou Deus.
Para isso, promoveu o ensino da meditação em Kriya Yoga, como um meio para auxiliar as pessoas a alcançar esse entendimento, que ele definiu como autorrealização:
| “ | O mistério da vida e da morte, cuja solução é o único objetivo da passagem do homem pela Terra, está intimamente entrelaçado com a respiração. Um ser humano identifica-se falsamente com sua forma física porque as correntes vitais da alma são transportadas pela respiração para o interior da carne, com tamanha intensidade, que o homem toma o efeito pela causa, e supõe, idolatramente, que o corpo tem vida própria. | ” |

| “ | Para despertar a memória de sua própria divindade, o homem comum de nada mais precisa que a técnica de Kriya Yoga, a observância diária dos preceitos morais e a aptidão de clamar sinceramente o anseio por conhecer a Deus. Usando a chave de Kriya, as pessoas que não podem crer na divindade de homem algum, contemplarão, por fim, a plena divindade de si mesmas. | ” |

| “ | Deus é Amor; logo, Seu plano para a criação só pode ter raiz no amor. Não oferece este simples pensamento mais consolo ao coração humano que todos os raciocínios dos eruditos? Todo santo que penetrou no âmago da Realidade deu testemunho de que existe um planejamento divino do universo, pleno de beleza e de alegria. | ” |

Existem vários métodos de meditação. No entanto, há um princípio geral que se aplica a todas as pessoas, qualquer que seja o caminho ou a religião que sigam: enquanto não praticarem uma técnica que desenvolva os poderes de concentração e interiorize a mente, elas não conhecerão a Deus. Os métodos que ensinamos na Self-Realization Fellowship – as técnicas de Hong-Só, meditação em Om e Kriya Yoga – são os que o nosso guru, Paramahansa Yogananda, depois de muito buscar em toda a Índia, descobriu serem os mais eficazes para se atingir pratyahara – a completa interiorização mental – e os estados mais elevados de Autorrealização. Se você praticar essas técnicas fielmente, alcançará esse objetivo, com toda a certeza. Se não está progredindo, significa apenas que não está praticando as técnicas de maneira profunda, regular e correta de acordo com as regras que lhe foram transmitidas.  Sri Daya Mata, No livro Intuição.

## ASelf-Realization Fellowshipe o Futuro da Missão de Paramahansa Yogananda
A Self-Realization Fellowship (Sociedade da Autorrealização) foi fundada por Paramahansa Yogananda em 1920 com a intenção de disseminar e manter puros seus ensinamentos. A SRF é uma organização religiosa e educacional, não sectária, sem fins lucrativos, e sua filial na Índia é a Yogoda Satsanga Society (YSS), fundada em 1917.
Após o mahasamadhi de Paramahansa Yogananda, seu discípulo Rajarsi Janakananda (James J. Lynn) assumiu a presidência e liderança espiritual da organização. Dono de grande empresa e multimilionário, James J. Lynn conheceu Yogananda em 1932. Sua vida mudou e, continuando a liderar seus negócios em Kansas City, se dedicou ao caminho espiritual da Self-Realization Fellowship. Um exemplo de equilíbrio entre eficiência material e dedicação a Deus, ele alcançou a libertação final no Espírito, segundo Yogananda. Ele faleceu em 22 de fevereiro de 1955.
De 1955 a 2010, a presidente da SRF foi Sri Daya Mata, que havia sido treinada pessoalmente pelo próprio guru para assumir tal responsabilidade. Através do serviço e exemplo de Sri Daya Mata, assim como dos vários outros discípulos monásticos também treinados pessoalmente por Paramahansa Yogananda, a SRF cresceu, se expandiu e agora é uma organização que possui ashrams, templos e grupos de meditação em mais de 60 países, onde devotos se reúnem para praticarem, juntos, as técnicas de meditação ensinadas por Yogananda. Sri Daya Mata faleceu com 96 anos em 30 de novembro de 2010.
Desde 7 de Janeiro de 2011, Sri Mrinalini Mata tem sido a presidente e líder espiritual desta organização. Mrinalini Mata é um dos discípulos mais próximos de Paramahansa Yogananda e, mesmo tendo conhecido Yogananda com apenas 14 anos, ela foi escolhida e treinada pessoalmente por ele para ajudar a guiar sua organização depois de seu mahasamadhi. Ela tem servido abnegadamente a obra do guru por mais de 60 anos; e, de 1966 a 2010, liderou a organização como vice-presidente junto de Sri Daya Mata.

## As Lições da SRF de Paramahansa Yogananda para Estudo em Casa
As Lições da Self-Realization Fellowship destacam-se, entre os escritos publicados de Paramahansa Yogananda, como os que fornecem instruções passo a passo nas técnicas iogues de meditação, concentração e energização que ele ensinou, inclusive a Kriya Yoga.
O objetivo dessas técnicas de yoga, simples mas altamente eficazes, é o de ensinar você a lidar diretamente com a energia e a consciência, permitindo-lhe recarregar o corpo com energia, despertar o poder ilimitado de sua mente e experimentar uma consciência cada vez mais profunda do Ser Divino em sua vida.
As Lições foram coligidas, sob a direção de Paramahansa Yogananda, de seus escritos e das numerosas aulas e palestras feitas por ele. Além de instruções abrangentes a respeito da meditação, as Lições oferecem orientação prática para todo aspecto da vida espiritual – como viver de maneira alegre e bem-sucedida em meio aos incessantes desafios e oportunidades neste mundo cambiante.
A série completa das Lições está disponível em inglês, espanhol e alemão. Em português, oferecemos três Lições essenciais que dão as instruções passo a passo de Sri Yogananda nas técnicas iogues de concentração, meditação e energização. Essas técnicas – parte integrante da ciência da Kriya Yoga – tranquilizam o corpo e a mente, e conduzem naturalmente à profunda quietude na qual se revela a presença de Deus.

#### Técnicas de Meditação Oferecidas aos Seguidores de Todas as Religiões
Por ser a Yoga baseada na prática e na experiência, em vez de na adesão a um conjunto particular de crenças, seguidores de todas as religiões podem se beneficiar dos ensinamentos espirituais contidos nas Lições que se receberá. Quando praticados regularmente, esses métodos levam infalivelmente a níveis mais profundos de consciência e percepção espiritual.

#### Kriya Yoga
Após um período preliminar de estudo e prática das técnicas básicas, os estudantes se qualificam para solicitar iniciação em Kriya Yoga. Nessa ocasião, eles estabelecem formalmente a sagrada relação guru-discípulo com Paramahansa Yogananda e sua linhagem de gurus.
A técnica de Kriya Yoga é conferida pessoalmente em cerimônias especiais de iniciação, bem como enviada para cada iniciado em uma série especial de lições impressas que abrangem todos os aspectos da ciência de Kriya.

#### Orientação Pessoal e Outros Serviços aos Estudantes
Fazendo contato com a Sede Internacional, os estudantes da Self-Realization Fellowship também podem receber a qualquer tempo, gratuitamente, orientação pessoal em sua prática por parte de experientes conselheiros de meditação da ordem monástica da Self-Realization Fellowship.
Além disso, eles podem assistir às aulas sobre as técnicas de meditação ministradas periodicamente no mundo inteiro por monges da SRF. (Essas aulas estão abertas apenas para estudantes da SRF.)
Os estudantes também recebem, durante o ano, cartas especiais de inspiração e incentivo da presidente da SRF, e também boletins e outras publicações da Self-Realization Fellowship.

#### Outras Informações
Era desejo de Paramahansa Yogananda que as Lições da Self-Realization Fellowship estivessem facilmente disponíveis a todos os que sinceramente desejam conhecer Deus. Para esse fim, as Lições são oferecidas a uma taxa simbólica para ajudar a cobrir os custos de impressão e correio.
Se você deseja estudar as Lições agora disponíveis em português, pode matricular-se preenchendo e devolvendo o formulário de inscrição. Você receberá então uma Lição Sumária de Meditação, junto com informações adicionais a respeito das outras duas Lições.
Por gentileza, aguarde 4 a 6 semanas para a chegada de sua primeira Lição. As Lições Sumárias não podem ser enviadas por e-mail.
Fazer o pedido online é rápido e fácil. Você também fazer o pagamento online com seu cartão de crédito. Isto reduzirá o tempo de processamento de seu pedido. Se preferir, você também pode fazer o pedido pelo correio. Se escolher esta opção, baixe o formulário do pedido e envie-o pelo correio para o endereço contido no formulário.
Acesse o site oficial para pedir as lições da Self-Realization Fellowship:
https://yogananda.org/pt/licoes-para-estudo-em-casa

## A Ordem Monástica daSelf-Realization Fellowship
No coração da organização de Yogananda está a Ordem monástica da Self-Realization, também fundada por Paramahansa Yogananda. Residindo nos ashrams da SRF, após um período adequado de treinamento, devotos qualificados podem se tornar monges e monjas da Ordem. Fazem votos de simplicidade (desapego às posses), celibato, obediência (disposição voluntária para seguir as regras de vida prescritas por Paramahansa Yogananda) e lealdade (dedicação ao serviço da Self-Realization Fellowship). Estes monges e monjas dedicam suas vidas à meditação profunda, a desenvolver, cada vez mais, profundo amor a Deus e ao serviço à humanidade através das várias atividades humanitárias e espirituais desta organização.
Contudo, existem muitos que, deixando a ordem monástica, falam que a mesma é, ao mesmo tempo, muito correta e muito limitadora. É mencionado, pela maioria dos dissidentes, que normas e regras excessivas acabam tirando a espontaneidade espiritual necessária para o progresso sadio.
É mencionado, também, que os conselheiros mais antigos colocam, para os novos monásticos (postulantes), uma imagem do mundo exterior como algo prejudicial à evolução espiritual. Essa concepção vai se avolumando dentro da mente dos jovens como uma aversão ou mesmo medo do mundo exterior. Todavia, esses monges e monjas, ao saírem do monastério, julgam esse tabu como falso. Alguns inclusive acreditam encontrar mais espiritualidade fora do monastério que dentro.[carece de fontes?]

## Comunidades intencionais não celibatárias
Alguns dos discípulos de Paramahansa Yogananda fundaram comunidades intencionais não celibatárias para adeptos de suas doutrinas:
- John Oliver Black fundou a "Comunidade Clear Light", em Vanderbilt, em Michigan, nos Estados Unidos, um centro de retiro onde os discípulos de Paramahansa Yogananda podem arrendar lotes e construir casas para viver perto de outros discípulos;[22][23]

- Em 1969, Norman Paulsen fundou a "Comunidade Sunburst" em Santa Bárbara (Califórnia).[24][25] No início, foram adquiridos 65 hectares. A comunidade se expandiu e, em 1976 foi adquirida uma nova propriedade, de 1 200 hectares, onde foi instalada a maior fazenda orgânica no país. Naquela época, a comunidade possuía quatro locais de venda de seus produtos em Santa Bárbara, dois restaurantes, uma padaria e tinha mais de 300 membros.

No final da década de 1970, Paulsen e outros líderes da comunidade passaram a viver em condições luxuosas, o que gerou diversos conflitos e o declínio da comunidade. Em 1980, a Comunidade enfrentava dificuldades financeiras e vendeu suas terras em Santa Bárbara, e comprou 200 000 hectares em Nevada, onde havia uma criação de gado. A atividade em Nevada não prosperou e a comunidade teve que desistir da compra de maior parte das terras em Nevada. Eles estabeleceram um posto de gasolina na estrada, um minimercado e uma cafeteria em Nevada, e parte dos integrantes se mudou para Salt Lake City (Utah), onde abriu dois mercados de alimentos saudáveis e, mais tarde, uma empresa de demolição. Na década de 1980, a comunidade deixou de ter uma plena partilha de despesas e seus integrantes passaram a receber pequenos salários.

Em 1989, Paulsen ainda era criticado por pregar o ascetismo e viver no luxo, pois, enquanto a maioria de seus seguidores vivia em Utah em comunidades intencionais onde trabalhavam muitas horas por dia em troca de baixos salários, ele vivia em um condomínio à beira-mar com acesso a uma escuna de 23 metros, pertencente à congregação que ele liderava.
- Em 1968, Swami Kriyananda e alguns amigos fundaram uma comunidade em uma área de 27 hectares no sopé da Serra Nevada, na Califórnia. Em 2009, a comunidade contava com mais de 200 residentes em área de 400 hectares, 85 casas, escolas, empresas privadas e comunitárias, permacultura e um centro de retiro. Comunidades semelhantes foram criadas em Sacramento e Palo Alto (Califórnia), Portland (Oregon), Seattle (Washington), Assis (Itália) e Gurgaon e Pune (Índia). Com cerca de 1 000 residentes ao todo.[27]